# Dukeobelus simplex
Dukeobelus simplex är en insektsart som beskrevs av Walker. Dukeobelus simplex ingår i släktet Dukeobelus och familjen hornstritar. Inga underarter finns listade i Catalogue of Life.